# 13 maj
13 maj är den 133:e dagen på året i den gregorianska kalendern (134:e under skottår). Det återstår 232 dagar av året.

## Namnsdagar

### I den svenska almanackan
- Nuvarande – Linnea och Linn
- Föregående i bokstavsordning
  - Linn – Namnet infördes på dagens datum 1986. 1993 flyttades det till 20 juni, men återfördes 2001 till dagens datum.
  - Linnea – Namnet infördes på dagens datum 1901 och har funnits där sedan dess.
  - Lis – Namnet infördes på dagens datum 1986, men utgick 1993.
  - Nina – Namnet infördes 1986 på 1 juni. 1993 flyttades det till dagens datum, men utgick 2001.
  - Servatius – Namnet fanns, till minne av ett helgon från Flandern, som dog 384, på dagens datum före 1901, då det utgick.
- Föregående i kronologisk ordning
  - Före 1901 – Servatius
  - 1901–1985 – Linnea
  - 1986–1992 – Linnea, Linn och Lis
  - 1993–2000 – Linnea och Nina
  - Från 2001 – Linnea och Linn
- Källor
  - Brylla, Eva (red.): Namnlängdsboken, Norstedts ordbok, Stockholm, 2000. ISBN 91-7227-204-X
  - af Klintberg, Bengt: Namnen i almanackan, Norstedts ordbok, Stockholm, 2001. ISBN 91-7227-292-9

### Finlandssvenska almanackan
- Nuvarande från 1929[1] – Flora
- I föregående revideringar[a][2]
  - inga ändringar sedan 1929

## Händelser
- 535 – Sedan Johannes II har avlidit den 8 maj väljs Agapetus I till påve, men han avlider redan våren därpå.
- 1450 – Sverige och Danmark sluter fred i Halmstad, vilken avgör den svensk-danska kampen om Norge i dansk favör. Härigenom avsäger sig den svenske kungen Karl Knutsson sina anspråk på den norska kronan till förmån för den danske kungen Kristian I och Kalmarunionen ombildas, genom att Kristian alltså även blir norsk kung, medan den tidigare norske riksföreståndaren Sigurd Jonsson får titeln rikets föreståndare i konungens frånvaro och troligen behåller denna titel till sin död 1452.
- 1525 – Mötet i Västerås 1525, som Gustav Vasa sammankallat för att diskutera och besluta om Sveriges angelägenheter, avslutas.
- 1825 – Portugal erkänner Brasilien som självständig stat.[3] Erkännandet kommer tre år efter att Brasilien har brutit sig ur Förenade kungariket Portugal, Brasilien och Algarve.
- 1888 – Den brasilianska kronprinsessan Isabella ratificerar en av landets parlament nyantagen lag, som avskaffar slaveriet i landet. Slavhandeln har stoppats redan 1850, men slaveriet i sig har blivit kvar i landet fram tills nu, även om allt starkare motstånd har väckts mot det, framförallt sedan 1870-talet och en lag från 1871 har gjort barn till slavkvinnor fria.
- 1909 – Den första upplagan av det italienska cykelloppet Giro d’Italia inleds och pågår till den 30 maj. Start och mål är i den norditalienska staden Milano och sträckan på åtta etapper är 245 mil, den hittills kortaste sträckan i tävlingens historia. Samtliga 127 deltagare är italienare, med undantag av 4 fransmän, varav 49 stycken tar sig runt hela sträckan. Den professionelle tävlingscyklisten Luigi Ganna blir den förste vinnaren och det dröjer till 1951, innan tävlingen vinns av en icke-italienare.
- 1912 – Storbritanniens kungliga flygkår (Royal Flying Corps) grundas för att införliva kungliga ingenjörkårens luftbataljon (Air Battalion Royal Engineers) till egen organisation och ta över armens flygstridsverksamhet.
- 1917
  - Vänsteroppositionen inom Sveriges socialdemokratiska arbetareparti bryter sig tillsammans med Socialdemokratiska Ungdomsförbundet ur partiet och grundar Sveriges socialdemokratiska vänsterparti, bland annat som en motreaktion mot den så kallade munkorgsstadgan. Moderpartiet har i februari samma år har krävt total lojalitet, vilken grundarna av det nya partiet menar är ett försök att tysta oppositionen inom Socialdemokraterna. Det nya partiet går under åren under flera olika benämningar och bekänner sig som öppet kommunistiskt fram till 1990, då det nuvarande namnet Vänsterpartiet antas.
  - De tre katolska barnen Lúcia dos Santos samt Jacinta och Francisco Marto i den portugisiska staden Fátima säger sig ha fått den första av sex uppenbarelser av Jungfru Maria, som sedan uppenbarar sig den trettonde dagen i månaden under de följande sex månaderna. Då katolska kyrkan erkänner uppenbarelserna som mirakler firas Jungfru Maria varje år denna dag som Vår Fru av Fátima.
- 1940 – Tre dagar efter sitt tillträde som brittisk premiärminister håller Winston Churchill det första av tre sedermera berömda tal till det brittiska underhuset under slaget om Frankrike under andra världskriget. I talet, som handlar om den rådande krigssituationen, förklarar han, att han, för att man ska kunna vinna kriget, inte kan erbjuda något annat till det brittiska folket än "blod, slit, tårar och svett" (engelska: "blood, toil, tears and sweat"). Även om uttrycket myntades första gången 1849 av den italienske frihetskämpen Giuseppe Garibaldi är det Churchill, som har gjort det mest berömt, även om hans citat sedermera har förvanskats till "blod, svett och tårar".
- 1943 – Den tyska Afrikakåren och de italienska trupperna kapitulerar under general Erwin Rommels ledning till de allierade brittisk-amerikanska trupperna, ledda av Bernard Montgomery. Därmed är andra världskrigets strider i Nordafrika över och två månader senare kan de allierade inleda invasionen av Italien, genom att landstiga på Sicilien.
- 1981 – Påven Johannes Paulus II blir på Petersplatsen i Vatikanstaten utsatt för ett mordförsök av turkiske Mehmet Ali Ağca. Påven räddas till livet, trots svåra inre skador, och anser själv, att han blir räddad av Vår Fru av Fátima, eftersom mordförsöket sker på hennes festdag. Mehmet Ali Ağca grips omedelbart och döms till livstids fängelse i Italien, men påven besöker honom i fängelset och förlåter honom 1983 och 2000 blir han benådad och utvisad till Turkiet.
- 2005
  - Uzbekisk militär öppnar eld mot en folkmassa, som demonstrerar mot rättegången mot 23 islamistiska extremister, i staden Andizjan. Den uzbekiska regeringen, som försvarar aktionen, uppger att 187 personer dödas, medan oppositionen hävdar att antalet döda uppgår till 5 000.
  - Rockbandet Kent inleder sin Turné 19 i Frihamnen, Göteborg
- 2008 – 80 personer dödas och 216 skadas när en terroristgrupp låter detonera nio bomber i den indiska staden Jaipur. Två dagar senare skickar gruppen Indiska mujaheddin ett e-postmeddelande till indiska medier, där de säger sig ligga bakom dådet och med det vilja försöka ”utrota tron (hinduismen) hos Indiens otrogna”, medan polisen misstänker gruppen Harkat-ul-Jihad al-Islami.

## Födda
- 1625 – Carlo Maratta, italiensk barockmålare
- 1655 – Innocentius XIII, född Michelangelo dei Conti, påve 1721–1724
- 1707 – Carl von Linné, svensk naturforskare, läkare, biolog, botaniker och författare
- 1716 – Matthias von Hermansson, svensk greve och riksråd, ledamot av Svenska Akademien 1786–1789
- 1717 – Maria Teresia, drottning av Böhmen, Ungern och Kroatien samt ärkehertiginna av Österrike från 1745, tysk-romersk kejsarinna 1745–1765
- 1730 – Charles Watson-Wentworth, brittisk politiker, Storbritanniens premiärminister 1765–1766 och 1782
- 1750 – Lorenzo Mascheroni, italiensk matematiker
- 1766 – Carl von Rosenstein, svensk kyrko- och riksdagsman, biskop i Linköpings stift 1809–1819 och ärkebiskop i Uppsala stift 1819-1836, ledamot av Svenska Akademien 1819-1836
- 1792 – Pius IX, född Giovanni Maria Mastai-Ferretti, påve från 1846
- 1795 – Charles Manly, amerikansk politiker, guvernör i North Carolina 1849–1851
- 1813 – Lot M. Morrill, amerikansk republikansk politiker, guvernör i Maine 1858–1861, senator för samma delstat 1861–1869 och 1869–1876 samt USA:s finansminister 1876–1877
- 1830 – Zebulon B. Vance, amerikansk militär och demokratisk politiker, guvernör i North Carolina 1862–1865 och 1877–1879 samt senator för samma delstat 1879-1894
- 1836 – Fredrik August Boltzius, svensk särling och helbrägdagörelsepredikant
- 1853 – Adolf Hölzel, tysk målare och konsthistoriker
- 1857 – Ronald Ross, brittisk läkare, mottagare av Nobelpriset i fysiologi eller medicin 1902
- 1860 – Karl August Tavaststjerna, finländsk författare och arkitekt
- 1862 – Wilhelm Westrup, svensk affärs-, industri- och riksdagsman
- 1882 – Georges Braque, fransk målare, skulptör och grafiker inom kubismen
- 1888 – Inge Lehmann, dansk seismolog och geofysiker
- 1890 – Wolter Gahn, svensk arkitekt inom funktionalismen
- 1894 – Ásgeir Ásgeirsson, isländsk politiker, partiledare för Framstegspartiet 1932–1933, Islands statsminister 1932–1934 och president 1952–1968
- 1895 – William B. Umstead, amerikansk demokratisk politiker, senator för North Carolina 1946–1948 och guvernör i samma delstat 1953–1954
- 1896 – Sonja Rolén, svensk skådespelare och sångare
- 1900 – Karl Wolff, tysk SS-officer
- 1904 – Eric Andersson, svensk kompositör, sångtextförfattare, kapellmästare och ackompanjatör
- 1907 – Daphne du Maurier, brittisk författare
- 1914 – Joe Louis, amerikansk tungviktsboxare, världsmästare 1937–1949
- 1918 – Jim Hughes, amerikansk skådespelare
- 1922 – Henning Sjöström, svensk advokat
- 1927 – Herbert Ross, amerikansk filmregissör, filmproducent, koreograf och skådespelare
- 1931 – Jim Jones, amerikansk sektledare
- 1933 – Carl Anton, svensk viskompositör, sångtextförfattare, konstnär och artist
- 1936 – Rafael Campos, dominikansk skådespelare
- 1937 – Roger Zelazny, amerikansk fantasy- och science fiction-författare
- 1939 – Harvey Keitel, amerikansk skådespelare
- 1940 – Bruce Chatwin, brittisk författare, reseskildrare och vagabond
- 1941
  - Urban Sahlin, svensk skådespelare
  - Ritchie Valens, amerikansk rocksångare
- 1942 – Nina Sorokina, rysk ballerina
- 1945 – Lasse Berghagen, svensk sångare, textförfattare, kompositör och skådespelare
- 1946
  - Peter Edding, svensk skådespelare
  - Tim Pigott-Smith, brittisk skådespelare
- 1949 – Anitra Steen, svensk socialdemokratisk politisk tjänsteman och direktör, generaldirektör för Riksskatteverket 1996–1999 och vd för Systembolaget 1999–2009
- 1950 – Stevie Wonder, amerikansk artist
- 1952
  - Jacob Dahlin, svensk programledare
  - John Kasich, amerikansk republikansk politiker, guvernör i Ohio 2011–2019
- 1954
  - Crister Olsson, svensk skådespelare
  - Johnny Logan, irländsk sångare, låtskrivare och artist
- 1955 – Åke Sandgren, svensk regissör, manusförfattare och filmproducent
- 1956 – Staffan Hellstrand, svensk rockmusiker
- 1961
  - Siobhan Fallon, amerikansk skådespelare
  - Dennis Rodman, amerikansk basketspelare
- 1962
  - Paul Burstow, brittisk liberaldemokratisk politiker, parlamentsledamot 1997–2015
  - Örjan Kihlström, svensk travkusk
- 1963
  - Michael Hjorth, svensk regissör, manusförfattare och filmproducent
  - Andrea Leadsom, brittisk politiker
- 1964 – Ronnie Coleman, amerikansk kroppsbyggare
- 1965 – Tasmin Little, brittisk violinist
- 1967 – Chuck Schuldiner, amerikansk gitarrist och sångare, grundare av bandet Death
- 1976 – Adam Beyer, svensk dj och technoproducent
- 1979
  - Sara Larsson, svensk fotbollsspelare, VM-silver 2003
  - Carl Philip, svensk prins, Sveriges kronprins till 1980
- 1981 – Rebecka Liljeberg, svensk skådespelare och läkare
- 1984 – Joe Neguse, amerikansk demokratisk politiker
- 1985 – Jaroslav Halák, slovakisk ishockeymålvakt
- 1986
  - Robert Pattinson, brittisk skådespelare, fotomodell och musiker
  - Alexander Rybak, norsk musiker och kompositör
- 1993
  - Romelu Lukaku, belgisk fotbollsspelare
  - Abby Dahlkemper, amerikansk fotbollsspelare

## Avlidna
- 1568 – Sofia av Pommern, 70, drottning av Danmark och Norge 1523–1533
- 1619 – Johan van Oldenbarnevelt, 71, nederländsk statsman
- 1782 – Daniel Solander, 49, svensk botaniker, naturforskare och -historiker samt upptäcktsresande, lärjunge till Carl von Linné
- 1819 – Johan David Flintenberg, 57, svensk historiker
- 1839 – Joseph Fesch, 76, fransk kardinal, morbror till Napoleon I
- 1850 – Erik Jansson, 41, svensk självlärd predikant, sektstiftare och grundare av kolonin Bishop Hill i USA
- 1862 – Fredric Westin, 79, svensk historie- och porträttmålare
- 1916 – Sholem Aleichem, 57, ukrainsk rabbin och författare, mest känd för Tevje mjölkutköraren, som är förlaga till musikalen Spelman på taket
- 1930 – Fridtjof Nansen, 68, norsk upptäcktsresande, polarforskare, oceanograf, zoolog och diplomat, mottagare av Nobels fredspris 1922
- 1934 – Albert Sleeper, 71, amerikansk republikansk politiker, guvernör i Michigan
- 1938 – Charles Édouard Guillaume, 77, schweizisk-fransk fysiker, mottagare av Nobelpriset i fysik 1920
- 1945 – Martin Luther, 49, tysk nazistisk diplomat och politiker
- 1950 – Hermann von Fischel, 63, tysk sjömilitär
- 1959 – Sten Lindgren, 55, svensk skådespelare
- 1961 – Gary Cooper, 60, amerikansk skådespelare
- 1964 – Diana Wynyard, 58, brittisk skådespelare
- 1972 – Dan Blocker, 43, amerikansk skådespelare
- 1976 – Palle Brunius, 66, svensk radioman och teaterchef
- 1979 – Vera Nilsson, 90, svensk konstnär
- 1981 – Minna Larsson, 93, svensk skådespelare
- 1993 – Bede Griffiths, 86, brittisk benediktinmunk
- 1994 – John Swainson, 68, amerikansk demokratisk politiker, guvernör i Michigan
- 1997 – Gunnar Nilsson, 74, svensk fackföreningsman och politiker, LO:s ordförande 1973–1983
- 1999 – Gene Sarazen, 97, amerikansk golfspelare
- 2006 – Östen Sjöstrand, 80, svensk författare, poet och översättare, ledamot av Svenska Akademien
- 2007 – Torsten Renqvist, 83, svensk konstnär
- 2008
  - Bernardin Gantin, 86, beninsk kardinal
  - Carl-Axel Thernberg, 76, svensk komiker och telefonskämtare med artistnamnet Kalle Sändare
  - John Phillip Law, 70, amerikansk skådespelare
  - Saad al-Abdullah as-Salim as-Sabah, 78, regerande emir av Kuwait 2006
- 2009 – Achille Compagnoni, 94, italiensk bergsbestigare, den förste att bestiga berget K2
- 2011 – Derek Boogaard, 28, kanadensisk ishockeyspelare
- 2012
  - Donald ”Duck” Dunn, 70, amerikansk musiker
  - Lee Richardson, 33, brittisk speedwayförare
- 2013 – Joyce Brothers, 85, amerikansk psykolog, kolumnist och TV-personlighet
- 2014
  - David Malet Armstrong, 87, australisk filosof
  - Malik Bendjelloul, 36, svensk dokumentärfilmare och journalist
  - Anthony Villanueva, 69, filippinsk boxare
- 2018 – Margot Kidder, 69, kanadensisk skådespelare
- 2019 – Doris Day, 97, amerikansk sångerska
- 2022 – Ben R. Mottelson, 95, amerikansk-dansk fysiker, mottagare av Nobelpriset i fysik 1975
- 2024 – Alice Munro, 92, kanadensisk författare, mottagare av Nobelpriset i litteratur 2013
- 2025 – Ulrika Sparre, 50, svensk konstnär